# Křížová cesta (Luleč)
Křížová cesta v Lulči na Vyškovsku se nachází přibližně jeden kilometr západně od obce Luleč, na takzvané Liliové hoře.

## Historie
Křížová cesta začíná na pomezí Lulče a Nemojan a byla vybudována v sedmdesátých letech 19. století. Tvoří ji třináct zděných výklenkových kaplí umístěných podél cesty a čtrnáctým zastavením je Boží hrob – kaple se třemi výklenky, ke které se stoupá po schodišti. Cesta vede ke kostelu Svatého Martina, obnoveného roku 1751.

## Galerie

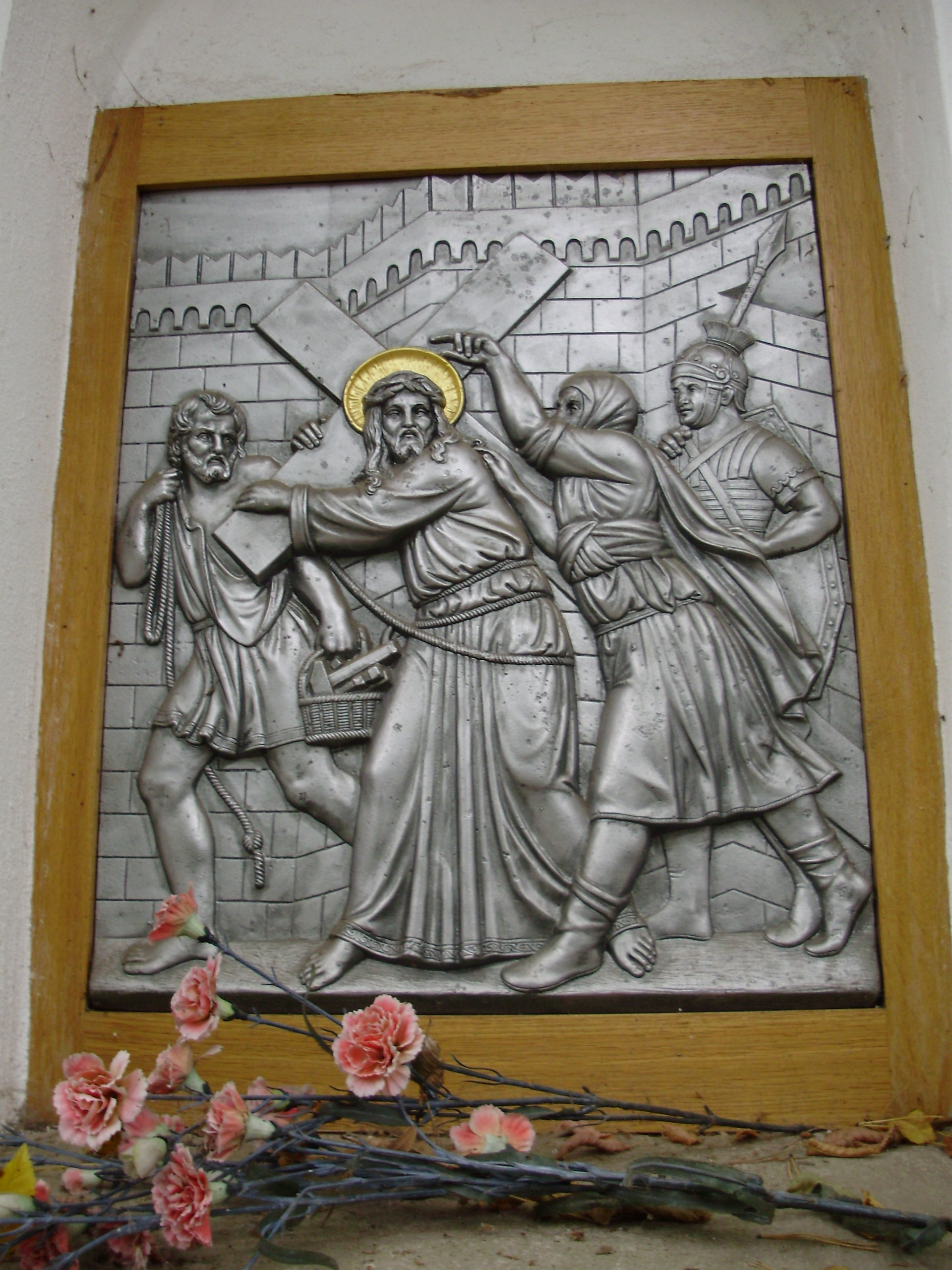
Zastavení druhé, detail
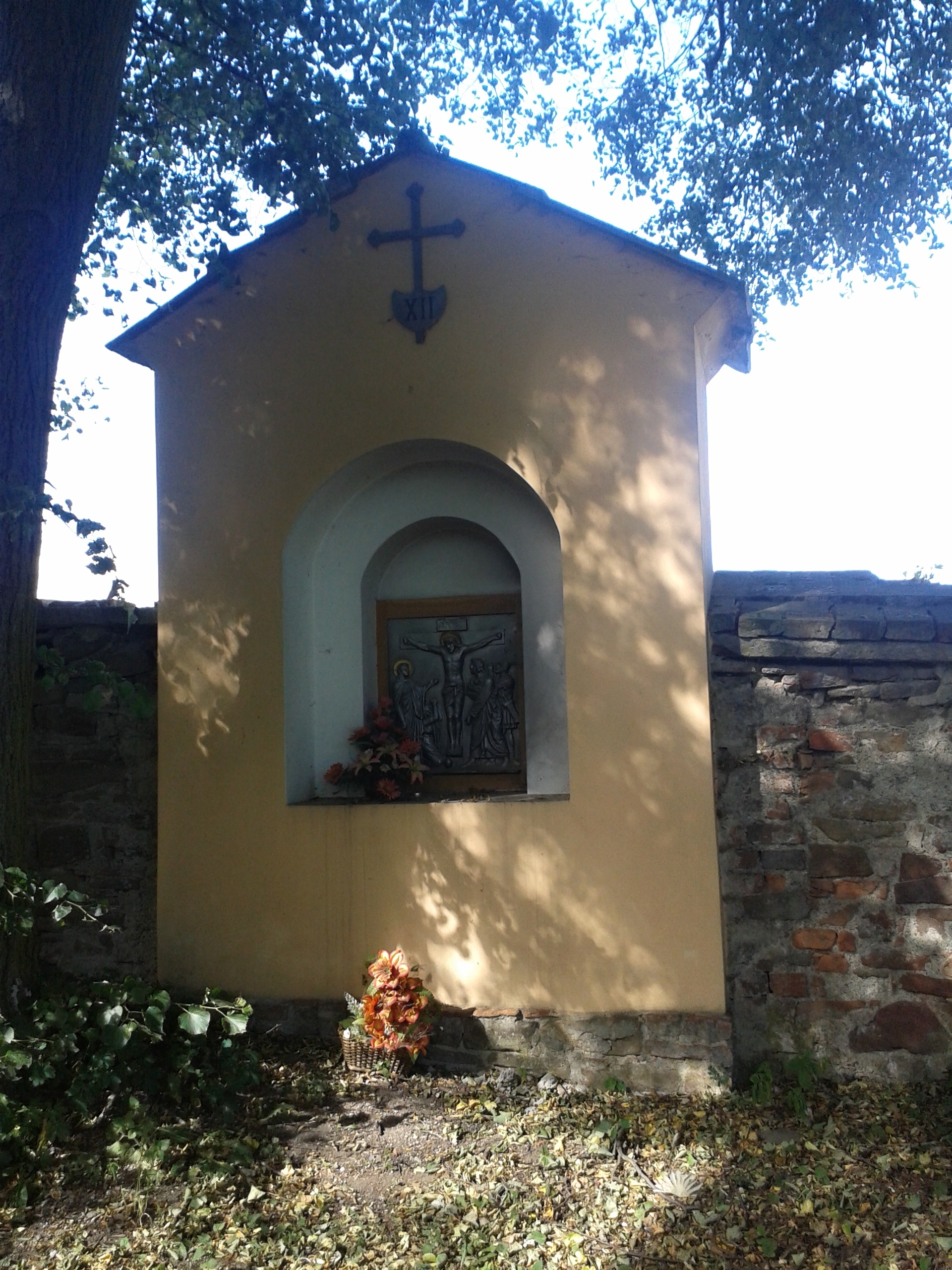
Zastavení č. 12
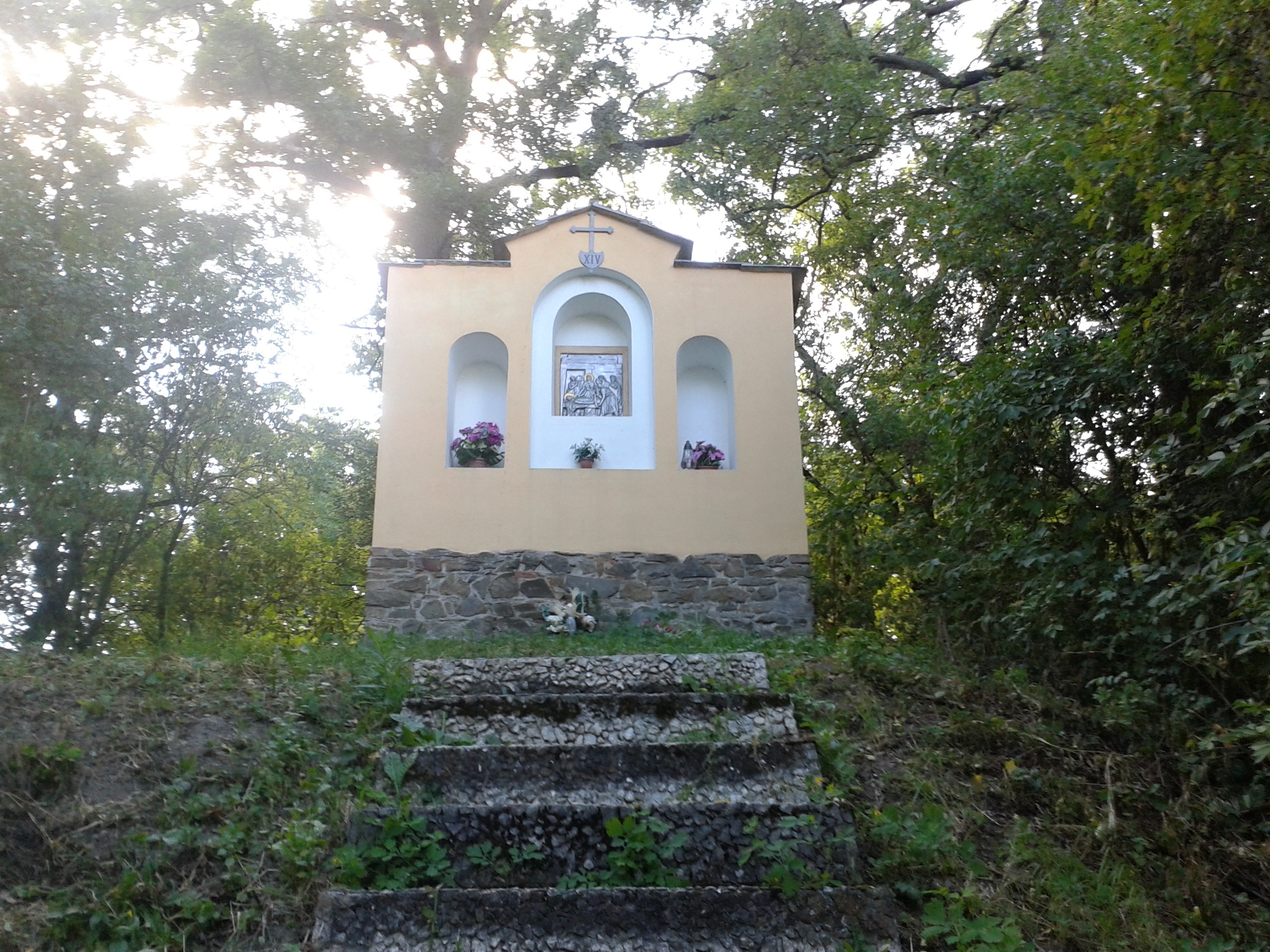
Zastavení č. 14
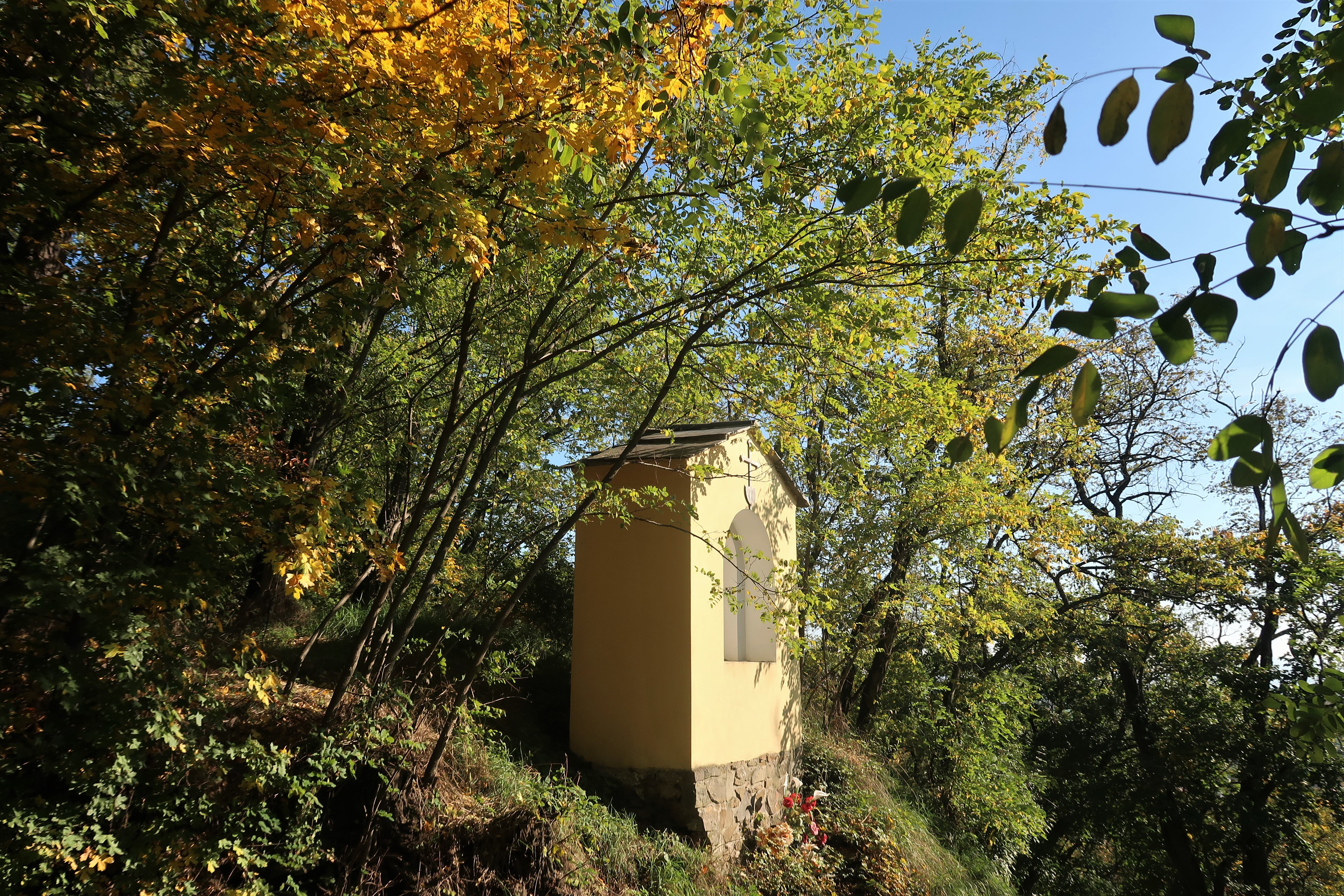
Závěr křížové cesty pod kostelem sv. Martina